# Versorgungsvertrag (Energieversorgung)
Als Versorgungsverträge werden Verträge mit öffentlichen Versorgungsunternehmen und privaten Energieversorgungsunternehmen bezeichnet, die die Belieferung mit Energie zum Inhalt haben. Der Versorgungsvertrag über elektrischen Strom, Erdgas, Fernwärme oder Trinkwasser ist ein Kaufvertrag, und zwar konkret ein Bezugsvertrag, bei dem der Umfang der künftigen Liefermengen (von Energie) bei Abschluss des Vertrags noch ungewiss ist. Wegen dieser Ungewissheit steht der Energieversorger in ständiger Leistungsbereitschaft, um den Vertrag erfüllen zu können. Der Zeitpunkt und die Häufigkeit der Abrufe sowie die Leistungsmenge bestimmt der Verbraucher. Der Energieversorger hat die angeforderten Einzelleistungen stets zeitnah zu erbringen. Die Vertragspartner sind zu wiederkehrenden Leistungen verpflichtet, so dass der Bezugsvertrag ein Dauerschuldverhältnis darstellt.
Im Leistungsangebot eines Versorgungsunternehmens ist grundsätzlich ein Vertragsangebot zum Abschluss eines Versorgungsvertrags in Form einer sogenannten Realofferte zu sehen, die von demjenigen konkludent angenommen wird, der aus dem Leitungsnetz des Versorgungsunternehmens Elektrizität, Gas, Wasser oder Fernwärme entnimmt. Im Urteil stellte der Bundesgerichtshof (BGH) klar, dass bei tatsächlichem Strombezug Vertragspartner des stillschweigend zustande gekommenen Stromliefervertrages derjenige ist, der die tatsächliche Verfügungsgewalt über den Versorgungsanschluss am Übergabepunkt ausübt.